# Schempp-Hirth Arcus
Pour les articles homonymes, voir Arcus (homonymie).
Dimensions
Le Schempp-Hirth Arcus est un planeur de haute performance, principalement conçu pour faire des vols sur la campagne et de la compétition en classe Biplace FAI. 
Il est considéré comme le remplaçant du Janus dans la gamme Schempp-Hirth, c'est un planeur biplace de 20 mètres d'envergure. 
Il effectua son premier vol en 2009.
Des améliorations ont été apportées comme:
- Un nouveau cockpit
- Des nouveaux winglets
- Un train d’atterrissage électrique
- Un nouveau système de gestion moteur qui intègre un système arrêt de l’hélice pour la rétraction;

## Version
- Arcus Version d'origine qui effectua son premier vol en 2009.
- Arcus T Version équipée d'un "turbo"
- Arcus M Version à décollage autonome.
- Arcus E Version à décollage autonome électrique.

## Référence
- Revue Vol à Voile juillet-août 2008 n°132
- Site de la société de construction Schempp-Hirth ((en) et (de), voir aussi version française sous Schempp-Hirth)
- EASA TCDS_A532_Arcus_issue5
- Sailplane Directory